# 1515 en santé et médecine
| Années de la santé et de la médecine : 1512 - 1513 - 1514 - 1515 - 1516 - 1517 - 1518    |
| Décennies de la santé et de la médecine : 1480 - 1490 - 1500 - 1510 - 1520 - 1530 - 1540 |

Cet article présente les faits marquants de l'année 1515 en santé et médecine.

## Divers
- 14 mai : à Strasbourg, ville libre d'Empire, « un règlement applicable au pharmacien de l'hôpital : Des appotecker knechts ordnunge […] est ratifié par le sénat[1] ».
- « Un accord est conclu entre la Faculté et les chirurgiens de Saint-Côme, accord qui marqu[e] la fin du « premier acte de la guerre qui pendant plusieurs siècles mit aux prises les médecins, les chirurgiens et les barbiers de Paris[2] » ».

## Publications
- Édition, à Lyon, des Omnia opera Ysaac, « Œuvres complètes d'Isaac Israeli [c. 840 – c. 940] », « qui rassemblent des textes dont l'influence fut déterminante au moment du développement de l'enseignement médical dans l'Occident chrétien, à partir du XIIe siècle[3] ».
- Première édition du Tractatus de formatione corporis humani in utero (« De la formation du corps humain dans l'utérus ») de Gilles de Rome (1247-1316[4]).

## Naissances
- Francisco Hernández (mort en 1587), botaniste espagnol chargé en 1570 par le roi Philippe II de rédiger une description de toutes les plantes médicinales se trouvant dans les colonies américaines[5],[6].
- Bernardino Baldini (mort en 1600), médecin, philosophe, mathématicien et poète italien[7].
- Giambattista Canano  (mort en 1579), médecin et anatomiste, professeur à l'université de Ferrare[8].
- Valerius Cordus (mort en 1544), naturaliste et médecin allemand[9], fils du médecin Euricius Cordus (1486-1535[9]).
- Agostino Gadaldini (mort en 1575), traducteur de Galien en latin[10].
- Vers 1515 : Alfonso Ferri (mort en 1595), chirurgien italien, professeur à Rome, auteur en 1552, d'un important ouvrage sur le traitement des blessures par arquebuse[11],[12].
- 1515[13] ou 1516[14] : Jean Wier (mort en 1588), médecin brabançon, auteur en 1563 de De praestigiis daemonum et incantationibus ac venificiis libri V dans lesquels, s'opposant au  Marteau des sorcières, il soutient que les apparitions démoniaques sont des illusions provoquées par une dérèglement de la bile noire[15].

## Décès
- Johann Ambrosius (né à une date inconnue), auteur, avec son fils Johann Ambrosius le Jeune (pl) († 1534), d'un traité intitulé De morbo mal de Franco, imprimé pour la première fois à Augsbourg en 1497[16].